# Johnbaumite
La johnbaumite est un minéral hydroxyde d'arséniate de calcium. Elle a été décrite pour la première fois en 1980, à partir d'échantillons provenant du Franklin Township, dans le comté de Somerset, au New Jersey. La johnbaumite avait été déjà découverte dans la mine Harstigen en Suède au XIXe siècle, mais a été décrite comme de la svabite. Son symbole IMA est Jbm.

## Étymologie
Elle porte le nom du géologue John Leach Baum (1916 - 2011), son découvreur en 1944. Celui-ci a été un important contributeur à la géologie et à la minéralogie du gisement Franklin, et le conservateur émérite du Musée des minéraux de Franklin.

## Gisements
On trouve de la johnbaumite dans une quinzaine de gisements dans le monde dont 6 en Suède, le reste au Japon, en Chine, en Russie, en Italie, en Allemagne, et 3 aux États-Unis.